# Saputra
Saputra är ett indonesiskt efternamn, som den 31 december 2021 bars av 3 personer bosatta i Sverige.
- Hanny Saputra (född 1965), indonesisk filmregissör
- Nicholas Saputra (född 1984), indonesisk skådespelare